# سیلوینیا (آلاباما)
سیلوینیا (به انگلیسی: Sylvania) شهری در شهرستان دیکلب ایالت آلاباما است که مساحت آن ۲۲٫۲ کیلومتر مربع است و در سرشماری سال ۲۰۱۰ میلادی، ۱٬۸۳۷ نفر جمعیت داشته و تراکم جمعیتی آن، ۸۲٫۷۵ نفر در هر کیلومتر مربع بوده است.